# Six Flags
Six Flags, tên chính thức: Six Flags Entertainment Corporation (tạm dịch: Tập đoàn Giải trí Sáu Lá Cờ), là một công viên vui chơi giải trí thành lập ở Hoa Kỳ, có thêm các chi nhánh ở Canada và México. Đây là công viên giải trí lớn nhất trên thế giới nếu tính trên số tài sản thuộc sở hữu và lớn thứ sáu nếu tính trên số lượng nhân viên làm việc. Công ty hiện có khoảng hai mươi cơ sở ở Bắc Mỹ, bao gồm các công viên theo chủ đề, công viên nước hay các trung tâm giải trí dành cho gia đình. Ước tính năm 2016, Six Flags đã chào đón hơn 30,1 triệu khách.